# Koloman Kaiser

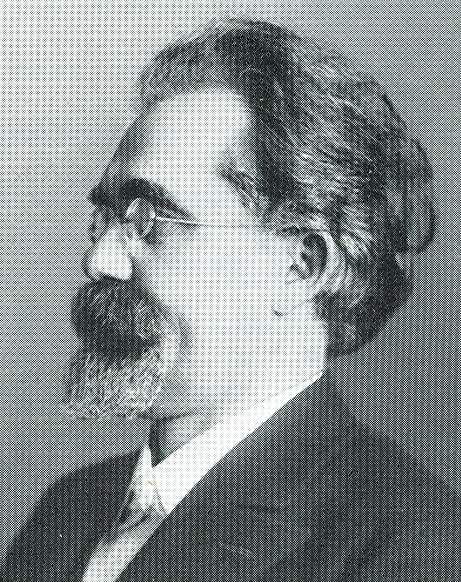
Koloman Kaiser, Porträt-Aufnahme

Koloman Kaiser (* 1. Juli 1854 in Hornsburg; † 4. Februar 1915 in Wien) war Lehrer und Heimatdichter. Neben seinem Vorbild Joseph Misson war Koloman Kaiser einer der bekanntesten ui-Mundartdichter des 19. Jahrhunderts. Die ui-Mundart (Mutter = Muider) ist die ursprüngliche Mundart des  Weinviertels, die heute nur mehr von wenigen Menschen gesprochen wird.

## Leben
Koloman Kaiser wurde als Hornsburger Bauernsohn geboren und lebte ab 1876 in Wien als Volksschullehrer an der Wiener Piaristenschule. Mit seinem lyrischen Werk ist er in den Rang eines Dichters des Kreuttals aufgestiegen. In seinem Lebenslauf in der Großrußbacher Volksschule steht geschrieben: „Koloman Kaiser war ein hervorragender Schulmann, der es verstand, die ihm anvertrauten Kinder für alles Schöne und Wahre zu begeistern. Seine starke Innerlichkeit und seine betonte Neuzeitigkeit wurden von Nörglern oft kritisiert. Diese unfreundliche Verhaltensweise seiner Umgebung war der Grund, dass er völlig zurückgezogen lebte.“
Aus fragmentarischen Unterlagen darf geschlossen werden, dass Koloman Kaiser drei Töchter (Karoline, Ulrike und Lotte) gehabt hat, wovon Ulrike 1888 im 5. Lebensjahr „nach 21-tägigem, schweren Leiden“ verstorben ist. Auf der Parte des Mädchens ist Marie Kaiser als Mutter angeführt. Über deren weiteres Schicksal sind bisher keine Aufzeichnungen aufgetaucht. Auf der Parte von Koloman Kaiser im Jahre 1915 wird nur noch die Tochter Lotte Keist geb. Kaiser und Schwiegersohn Rudolf Keist erwähnt. Es lässt den Schluss zu, dass Koloman Kaiser eine Reihe von tragischen, familiären Schicksalsschlägen erleiden musste.
Am 4. Februar 1915, mitten in den Anfangswirren des Ersten Weltkrieges, nimmt sich Koloman Kaiser an Magenkrebs leidend das Leben. Er wurde am Wiener Zentralfriedhof begraben. Im Jänner 2022 wurden die Grabreste abgetragen und an der Rückseite der katholischen Kapelle seines Heimatortes Hornsburg aufgestellt.

## Werk
Schon in jungen Jahren war das Dichten und Reimen seine Leidenschaft, die er auch unter seinem Pseudonym „Koloman Hornsburg“ der Öffentlichkeit präsentierte. 1876 bewarb er sich „als ganz unbekannte Persönlichkeit“ mit einem Gedicht bei einem Dichterturnier der Literaturzeitschrift „Deutsche Dichterhalle“. Herausgeber Ernst Eckstein, mit folgenden Worten: „Ich bin weit entfernt, mich mit einem Herrn Geibel oder Hamerling u. a. zu vergleichen und ich muß Sie um Verzeihung ersuchen, wenn ich also dennoch einsende.“
Das Hauptwerk von Koloman Kaiser ist das aus dem Jahre 1897 stammende, in lupenreinem Hexameter verfasste ui-Mundartgedicht in fünf Gesängen „Da Franzel in da Fremd“. Im Begleitwort zur 1. Auflage steht geschrieben: „Der Dialekt ist das geeignetste Mittel, um die im ländlichen Treiben und Weben herrschenden Stimmungen und Verhältnisse angemessen zum Ausdruck zu bringen.“ Peter Rosegger urteilte über das Werk: „Trotz der zahllosen Dialektdichtungen, die alljährlich herauskommen, sind doch größere mundartliche Gedichte ein Ereignis; hier ist ein solches ernst zu nehmendes Gedicht.“
Von 1902 bis 1907 war er gemeinsam mit Bürgerschuldirektor Karl Haller Mitarbeiter und späterer Mitherausgeber der „Wiener Kinder“, einer „Monatsschrift für Wiens deutsche Jugend“, die mancherorts als erste österreichische Schülerzeitung gehandelt wird. Inhaltlich wird darin über berühmte Orte und (Kriegsschau-)Plätze, große Persönlichkeiten und historische Begebenheiten berichtet. Neben Märchen und Erzählungen werden Tier- und Pflanzenkunde betrieben und Geschichten mit damaliger Bildungsauftrags-Relevanz, weise Sprüche und allgemeine Leseregeln zum Besten gegeben, wie etwa der folgende: „Lies nur dann, wenn du darüber nicht deine Pflichten in Haus und Schule versäumst!“ Als verantwortlicher Schriftleiter steuerte Koloman Kaiser auch selbst eigene Heimatgeschichten, Gedichte und diverse Reim-, Silben-, Buchstaben-, Bedeutungs-, Wende-, Umstell- und Quadrat-Rätsel bei. Im Dezember 1907 wurde die Zeitschrift „wegen Überbürdung des Herausgebers“ eingestellt.
Einige Werke Koloman Kaisers wurden unglücklicherweise vernichtet, als nach dem Zweiten Weltkrieg ungarische Flüchtlinge in seine Wohnung im 8. Wiener Gemeindebezirk, Lerchenfelder Straße 67, einzogen und einen Teil seines literarischen Nachlasses einheizten.
Das folgende Gedicht ist den Unterlagen des ehemaligen Kreuttaler Kulturreferenten und Schuldirektors Arthur Reis entnommen. Abgesehen von einer gewissen, liebenswerten Naivität im Ausdruck zeugt es von der tiefen Melancholie des überzeugten Kinder- und Menschenfreundes Koloman Kaiser:

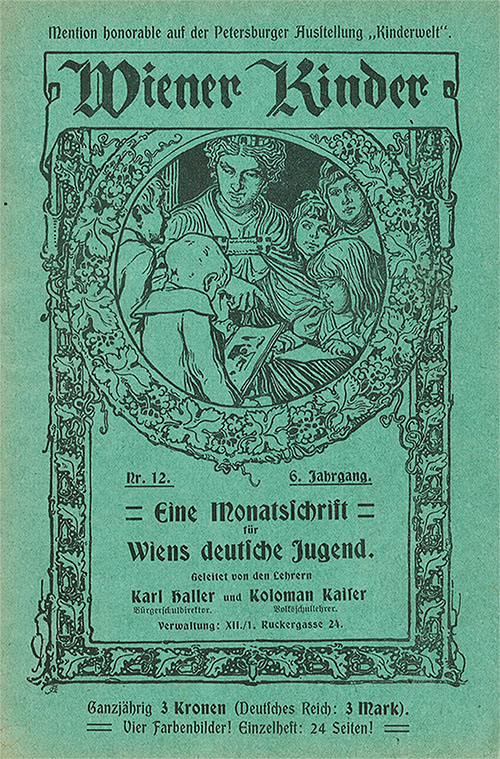
Monatsschrift für Wiens deutsche Jugend, 1907, herausgegeben von Karl Haller und Koloman Kaiser

 I steh bei da Lieserl,

 sie bögelt mei Schmieserl.

 I schau ihr froh zui,

 denn i bin ihr Bui.

 I sitz bei mein Weiberl,

 sie macht a neugs Leiberl

 für unser kloans Kind

 und draußt geht da Wind.

 I knie bei mein Täuberl

 und bet für mei tot Weiberl

 und hab an schwarn Tram –

 und draußt blüahn die Bam.

 I lieg bei der Toten

 aum Friedhof in Boden.

 Mir schlafen fein süaß

 und aum Grab wachst da Müas.

## Erinnerungsstätten und Denkmäler

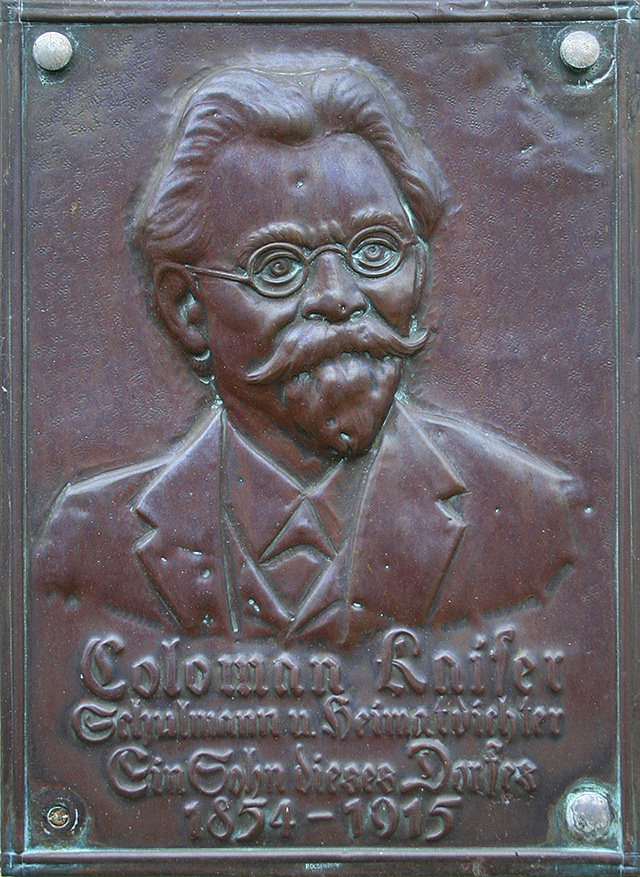
Koloman Kaiser-Gedenktafel in Hornsburg, Weinviertel, Niederösterreich

Bis zu ihrer Auflösung im Jahre 1965 trug die Volksschule in Hornsburg die Bezeichnung Koloman Kaiser-Schule, welche seit 1969 von der Großrußbacher Volksschule übernommen worden ist. Auch der Schriftzug an der Volksschule in Großrußbach wurde im Zuge von Renovierungsarbeiten übermalt. In Korneuburg gibt es eine Koloman Kaiser-Straße und in seinem Heimatort Hornsburg erinnert der Koloman Kaiser-Platz, in dessen Mitte eine Statue mit Gedenktafel steht, an den „Sohn des Dorfes“. Vis-à-vis an der Hauptstraße steht das umgebaute Geburtshaus des Dichters.
Aus der Auflösung des Weinlandmuseums in Asparn/Zaya im August 2021 konnten einige museale Koloman Kaiser-Erinnerungsstücke sichergestellt werden, welche sich nun in der ehemaligen Gemeinde-Außenstelle in Hornsburg befinden. Es handelt sich dabei v. a. um ein großes Gemälde von Koloman Kaiser, ein privates Foto-Album und der Gründungsschrift des Weinviertler Koloman Kaiser Bundes aus dem Jahre 1965.

## Weinviertler Koloman Kaiser Bund
Der Weinviertler Koloman Kaiser Bund wurde im Jahre 1965 mit dem Bestreben gegründet, den Heimatdichter und sein Werk nicht in Vergessenheit geraten zu lassen. Gründungsobmann war Schulrat Dir. Arthur Reis. Aktueller Obmann des Vereins ist Karl Diewald (Stand: 6. Oktober 2023).